# 中村三之丞
中村 三之丞（なかむら さんのじょう、1894年〈明治27年〉9月18日 - 1979年〈昭和54年〉7月8日）は、日本の政治家。
運輸大臣、衆議院議員を歴任。

## 来歴・人物
京都府出身。1918年（大正7年）早稲田大学政治経済科を卒業。大蔵大臣秘書官等を経て、1932年（昭和7年）立憲民政党公認で第18回衆議院議員総選挙に出馬し当選した。以後通算当選8回。1937年（昭和12年）第1次近衛内閣の大蔵参与官となる。戦前は永井柳太郎に近く、1940年（昭和15年）の新体制運動に際しては民政党が解党する前に永井らと民政党を離党、大政翼賛会に合流した。政党解消後は翼賛議員同盟には参加せず中間派の議員倶楽部に所属したが、1942年（昭和17年）の翼賛選挙では翼賛政治体制協議会の推薦候補として立候補し当選した。そのことが原因となり、戦後日本進歩党の結成に参加するものの公職追放となった。
追放解除後、旧民政党系の追放解除組の政治家によって結成された民政旧友会に参加。同会が2つに分裂した際は国民民主党と合同して新党結成を目指した新政クラブに所属した。1953年（昭和28年）に改進党公認で第26回衆議院議員総選挙に立候補して当選し政界に返り咲き、日本民主党を経て保守合同により結成された自由民主党に参加した。自民党では松村・三木派に所属し、衆議院社会労働委員長を経て1957年（昭和32年）第1次岸内閣改造内閣に運輸大臣として入閣。1960年（昭和35年）の第29回衆議院議員総選挙では次点だったが、同じ選挙区の水谷長三郎の死亡にともない繰上げ当選。1963年の第30回衆議院議員総選挙に落選して政界引退。1979年7月8日、85歳にて死亡。
民政党の親軍派政治家として知られた戦前とは対照的に戦後はリベラルな立場をとり、公職追放解除後は旧民政党系左派の松村謙三・粟山博・小山邦太郎・鶴見祐輔・川崎末五郎・松浦周太郎らと行動をともにした。真面目な勉強家で、財政及び選挙制度に詳しい事でも知られていた。なお吉本新喜劇の作家・中村進は三之丞の息子である。

## 著書
- 『インフレーションへの警告』
- 『英国の総選挙』
- 『近代都市政治論』
- 『日本戦時財政経済』